# Culex shanahani
Culex shanahani är en tvåvingeart som beskrevs av Sirivanakarn 1968. Culex shanahani ingår i släktet Culex och familjen stickmyggor. Inga underarter finns listade i Catalogue of Life.